# Hibiscadelphus distans
Hibiscadelphus distans ist ein sehr seltener Baum aus der Gattung Hibiscadelphus. Er kommt in wilder Form nur auf der Insel Kauaʻi im Hawaii-Archipel vor.

## Beschreibung
H. distans ist ein Strauch oder kleiner Baum, der eine Höhe von 5,5 m erreicht. Er hat eine glatte graue Rinde und eine abgerundete Krone. Die vier bis zehn Zentimeter langen mittelgrünen Laubblätter sind herzförmig und mit sternförmigen Haaren bedeckt. Die Blüte ist 3,5 cm lang und kaum geöffnet. Die Kronblätter sind anfangs grün und bekommen mit dem Alter eine weinrote Färbung.

## Vorkommen
Das Vorkommen von H. distans ist auf niedrigere bis mittlere Höhenlagen zwischen 305 m und 550 m in den Überresten eines endemischen offenen Trockenwaldes am Fluss Koai'e im Waimea Canyon beschränkt. Der Bodengrund besteht aus Basaltgestein, überlagert von trockener, bröseliger, rotbrauner Erde. Die Durchschnittstemperatur beträgt 18,5 bis 25,7 °C.

## Status
Es gibt nur zwei bekannte in der Wildnis vorkommende Populationen mit einem geschätzten Bestand von 80 bis 200 Bäumen. Die ursprüngliche Population, die 1972 entdeckt wurde, befand sich im staatseigenen Nā Pali Kona Forest Reserve im Koaiʻe Canyon. 1989 wurde diese Population durch einen Erdrutsch zerstört. Drei Botanische Gärten bemühen sich gegenwärtig diese Pflanzenart in der Kultivierung heranzuziehen: der National Tropical Botanical Garden auf Kauaʻi sowie das Waimea Valley und das Lyon Arboretum auf Oʻahu.
Trotz seiner extremen Seltenheit ist H. distans die häufigste Art der Gattung Hibiscadelphus. Als stärkste Bedrohung gelten die Bodenerosion verursacht durch die Überweidung durch verwilderte Ziegen und Schweine sowie die Konkurrenz mit invasiven Pflanzenarten.